# Mini Juegos del Pacífico 2013
Los Mini Juegos del Pacífico de 2013 se celebraron en Mata-Utu, Wallis y Futuna, del 2 al 12 de septiembre de 2013. Fue la novena edición de los Mini Juegos del Pacífico, y la primera celebrada en Wallis y Futuna.

## Participantes
- Islas Marshall volvió a competir en los Juegos después de no participar en la edición anterior.

| - Samoa Americana - Islas Cook - Fiyi - Guam - Kiribati - Islas Marshall - Micronesia - Nueva Caledonia - Nauru - Niue - Islas Norfolk | - Islas Marianas del Norte - Palaos - Papúa Nueva Guinea - Samoa - Islas Salomón - Polinesia Francesa - Tokelau - Tonga - Tuvalu - Vanuatu - Wallis y Futuna |

## Medallero
País sede destacado.
- Este ranking no incluye los seis eventos de la vela de crucero, debido a los resultados finales que no están presentes en el sitio web oficial.

| Pos. | Nación             | Medalla de oro | Medalla de plata | Medalla de bronce | Total |
| ---- | ------------------ | -------------- | ---------------- | ----------------- | ----- |
| 1º   | Polinesia Francesa | 26             | 6                | 4                 | 36    |
| 2º   | Papúa Nueva Guinea | 21             | 23               | 23                | 67    |
| 3º   | Nueva Caledonia    | 18             | 10               | 6                 | 34    |
| 4º   | Fiyi               | 9              | 11               | 18                | 38    |
| 5º   | Samoa              | 5              | 2                | 6                 | 13    |
| 6º   | Wallis y Futuna    | 2              | 17               | 14                | 33    |
| 7º   | Islas Salomón      | 2              | 6                | 5                 | 13    |
| 8º   | Tonga              | 2              | 3                | 10                | 15    |
| 9º   | Kiribati           | 2              | 1                | 1                 | 4     |
| 10º  | Vanuatu            | 2              | 0                | 6                 | 8     |
| 11º  | Islas Cook         | 1              | 3                | 0                 | 4     |
| 12º  | Tuvalu             | 1              | 1                | 1                 | 3     |
| 13º  | Islas Marshall     | 1              | 1                | 0                 | 2     |
| 14º  | Nauru              | 1              | 0                | 2                 | 3     |
| 15º  | Micronesia         | 1              | 0                | 0                 | 1     |
| 16º  | Palaos             | 0              | 3                | 1                 | 4     |
| 17º  | Niue               | 0              | 1                | 0                 | 1     |
| 18º  | Guam               | 0              | 0                | 2                 | 2     |
| 19º  | Isla Norfolk       | 0              | 0                | 1                 | 1     |

## Deportes
- Atletismo
- Voleibol de playa
- Rugby 7
- Taekwondo
- Vela de Crucero
- Canoa Polinesia
- Halterofilia
- Voleibol